# Mor Dagor
Mor Dagor est un groupe de death metal allemand, originaire d'Essen. Le nom du groupe s'inspire du Sindarin imaginé par J. R. R. Tolkien.

## Biographie
Mor Dagor se forme en 1996 autour du batteur Torturer, du chanteur Grond et du guitariste T. Après deux ans, Grond et T. sont remplacés par Beast et Pestilence. Avec ses nouveaux membres, le groupe sort un mini-CD Bloodstream.
Avec Lord Ashtaroth, bassiste d'origine belge, le groupe fait des concerts jusqu'en décembre 2001 au moment de la sortie du premier album Human Execution. Malgré l'entrée de Torturer dans le groupe Belphegor, le groupe fait une grande tournée européenne en compagnie de Cirith Gorgor et Asmodeus. En 2004, Lord Ashtaroth quitte le groupe alors qu'il est en train d'enregistrer la suite de Human Execution. L'album Necropedophilia sort cependant peu après. L'année suivante, Mor Dagor publie un split-EP avec Cirith Gorgor. Beast part.
En 2006, le groupe a pour membres Schmied et Impaler. Il commence à travailler sur Mk. IV, enregistré et produit par Andy Classen à Stage One Studio. L'album paraît le 17 juillet 2009. Pestilence s'en va et est remplacé un an après par Lykanthrop. En octobre 2011 débute une tournée avec Dawn of Fate.
En 2012, Mor Dagor participe au Kings of Black Metal Festival à Alsfeld. Après quelques concerts en 2013, le groupe annonce une suite à Mk. IV, sur laquelle elle commence à travailler en décembre, une nouvelle fois auprès d'Andy Classen au Stage One Studio. Redeemer arrive en 2015.

## Discographie
- 2000 : Bloodstream (mini-CD)
- 2001 : Human Execution (album)
- 2004 : Necropedophilia (album)
- 2005 : Memento Mori (split-EP avec Cirith Gorgor)
- 2009 : Mk. IV (album)
- 2015 : Redeemer (album)